# جو لومباردو
جو لومباردو (مواليد 8 نوفمبر 1962) هو سياسي وضابط شرطة أمريكي وعضو في الحزب الجمهوري، وهو المرشح عن الحزب الجمهوري لحكم ولاية نيفادا.